# Lycaon fils de Priam
Pour les articles homonymes, voir Lycaon.
Dans la mythologie grecque, Lycaon (en grec ancien Λυκάων / Lykáôn) est un prince troyen, fils de Priam et de Laothoé. Il est principalement cité dans l’Iliade d'Homère.
Lors de la guerre de Troie, il est capturé par Achille qui le vend à Eunée pour cent bœufs (chant XXI ; le chant XXIII rapporte cependant que c'est Patrocle qui le vend contre un cratère en argent — et les Chants cypriens confirment le nom de Patrocle). Racheté ensuite par Éétion sur l'île de Lemnos, il est envoyé à Arisbé, d'où il s'enfuit pour rejoindre Troie, et reprendre la guerre. Il prête sa cuirasse à son frère Pâris lorsque celui-ci affronte Ménélas en duel. Il est tué par Achille lui-même lors de son aristie, alors qu'il le supplie de l'épargner : après cela, le héros grec jette le corps du prince troyen dans le Scamandre. 
Apollon apparaît aussi sous les traits de Lycaon pour encourager Énée au duel contre Achille.